# Córdoba (monedă)
Córdoba (cod ISO 4217: NIO), având ca subdiviziuni centavo (1 Córdoba = 100 centavos), este moneda națională a Nicaraguei. A fost denumită după conchistadorul spaniol care a fondat țara,  Francisco Hernández de Córdoba. 
A fost introdusă în anul 1912 substituind moneda anterioară numită peso la o rată de transfer de 1 Córdoba = 12,5 pesos pentru a fi la paritate, la timpul respectiv, cu dolarul american. 